# Gastrolobium crenulatum
Gastrolobium crenulatum là một loài thực vật có hoa trong họ Đậu. Loài này được Turcz. miêu tả khoa học đầu tiên năm 1853.